# Mortain
Mortain is een plaats en voormalige gemeente in het Franse departement Manche in de regio Normandië en telt 2191 inwoners (1999). De plaats maakt deel uit van het arrondissement Avranches.

## Geschiedenis
Mortain was de hoofdplaats van het gelijknamige kanton totdat dit op 22 maart 2015 werd opgeheven en de gemeenten opgingen in het op die dag opgerichte kanton Le Mortainais. Mortain werd ook van dit kanton de hoofdplaats. Op 1 januari 2016 fuseerde de gemeente met Bion, Notre-Dame-du-Touchet, Saint-Jean-du-Corail en Villechien tot de commune nouvelle Mortain-Bocage, waarvan Mortain ook de hoofdplaats werd. De fusiegemeente geldt nu als de hoofdplaats van het kanton.

## Geografie
De oppervlakte van Mortain bedraagt 7,4 km², de bevolkingsdichtheid is 296,1 inwoners per km².
De onderstaande kaart toont de ligging van Mortain met de belangrijkste infrastructuur en aangrenzende gemeenten.

## Demografie
Onderstaande figuur toont het verloop van het inwonertal (bron: INSEE-tellingen).

Bion · Mortain · Notre-Dame-du-Touchet · Saint-Jean-du-Corail · Villechien